# Pers garage
Pers garage var en svensk popgrupp som bestod av samma medlemmar som Gyllene Tider, undantaget Anders Herrlin. 1989 släppte Pers garage singeln "Småstad".
"Småstad" och andra låtar som gruppen spelade in hamnade sedan på Gyllene Tiders samlingsalbum Instant Hits: "Ny pojkvän", "Om hon visste vad hon ville", "Oh yea oh yea (oh oh)", "Jo-Anna farväl" och "Vandrande man".